# Impatiens alborubra
Impatiens alborubra är en balsaminväxtart som beskrevs av Hook. f.ex E. G. Baker. Impatiens alborubra ingår i släktet balsaminer, och familjen balsaminväxter. Inga underarter finns listade i Catalogue of Life.